# Бјази (Казерта)
Бјази је насеље у Италији у округу Казерта, региону Кампанија.
Према процени из 2011. у насељу је живело 65 становника. Насеље се налази на надморској висини од 109 м.